# Близкие враги (фильм, 2007)
«Близкие враги» (фр. L'ennemi intime) — фильм режиссёра Флорана Эмилио Сири.

## Сюжет
1959 год, Алжирская война. 5 лет французская армия занимается «умиротворением территорий».
Молодой, переполненный идеалами лейтенант Террьен становится командиром подразделения французской армии. Реалии войны постепенно разъедают наивные представления Террьена. Сержант Дуньяк помогает лейтенанту не терять моральной опоры и понять происходящее. Но по мере того, как кампания становится всё менее и менее успешной, отношения между сержантом и лейтенантом становятся враждебнее…

## В ролях
| Актёр            | Роль               |
| ---------------- | ------------------ |
| Бенуа Мажимель   | лейтенант Террьен  |
| Альбер Дюпонтель | сержант Дуньяк     |
| Орельен Рекуэн   | командующий Везуль |
| Марк Барбэ       | капитан Берто      |
| Эрик Савен       | сержант            |
| Венсан Ротье     | солдат Лефранк     |
| Мохамед Феллаг   | Идир Данун         |

## Критика
На агрегаторе рецензий Rotten Tomatoes рейтинг одобрения составляет 57 % на основе 14 обзоров со средней оценкой 5,6 из 10. На сайте Metacritic, который присваивает нормализованную оценку из 100 на основе рецензий критиков, фильм получил средний балл 61 на основе 6 рецензий, что указывает на «в целом положительные отзывы».